# Marinha da Namíbia
A Marinha da Namíbia é o ramo de guerra marítima da Namíbia.

## História
O desenvolvimento da marinha da Namíbia tem sido lento, e a força só foi formalmente estabelecida em 11 de setembro de 1998 como uma ala marítima e em 2004 como uma marinha de pleno direito, quatorze anos após a independência. A extensa colaboração brasileira ajudou no desenvolvimento da Marinha da Namíbia. Inicialmente um grupo de quatro aprendizes foi enviado para a Academia Naval no Brasil que foi complementado por dez oficiais do Exército da Namíbia que seriam o núcleo central foram enviados ao Brasil em agosto de 1995 após Walvis Bay ter sido integrado à Namíbia em 1994. Este grupo liderado por Phestus Sacharia era composto por oficiais como Pedro Vilho, Sinsy Nghipandua, Alweendo Amungulu e Petrus Tjandja, que seriam os futuros funcionários da Sede e capitães de navios. Mais tarde, 15 marinheiros também foram enviados ao Brasil para seus estudos. Eles completaram seus estudos em 1998 no Centro de Instrução Admiral Wandenkolk no Rio de Janeiro, Brasil. Em 1996 a segunda turma de seis alunos todos os membros do público também foram enviados ao Brasil para estudos. A sede da ala marítima foi estabelecida em 1998, enquanto em 2000 começou a construção da base da Marinha em Walvis Bay.
Composta por aproximadamente 1200 pessoas, a Marinha desdobra um pequeno número de navios de patrulha levemente armados. O primeiro comandante da ala marítima foi o capitão Phestus Sacharia. O primeiro navio a entrar em serviço foi o barco-patrulha doado Oryx em 2002. Brasil e Namíbia assinaram um acordo em 2004 para a entrega de um barco-patrulha e dois barcos-patrulha menores. O recém-construído barco patrulha de 200 toneladas NS Brendan Simbwaye, construído no estaleiro brasileiro INACE, foi comissionado em 19 de janeiro de 2009.
Um programa de cooperação permanente permite que marinheiros e oficiais da marinha namibiana sejam treinados pela Marinha do Brasil; em 2009, 466 marinheiros haviam sido treinados. O Brasil também prestou assistência na elaboração de uma carta náutica de aproximação a Walvis Bay e consultoria no mapeamento dos limites externos da plataforma continental. A Marinha do Brasil também treinou o Corpo de Fuzileiros Navais da Namíbia.